# Dania Giò
Dania Giò (26 de junio de 1987, Ginebra, Suiza y reside en Ginebra, Suiza) es una cantante suiza de origen siciliano. Saltó a la fama con Sortceliere, su single debut en la serie Tara Duncan creada por Sophie Audouin-Mamokonian.
Produce con la compañía: MyMajorCompany. Toca la guitarra.

## Inicios
Dania descubrió su voz a la edad de siete años y también en poner su energía en las herramientas de aprendizaje. Dania ganó un concurso en el NRJ Leman y grabó un dueto con Lena Ka. Es entonces sometida a la tutela del compositor Benardos Yorgos que ayuda a mejorar su aprendizaje.
En 2008 se realizaron los créditos de apertura de los dibujos animados Totally Spies, emitidas por TF1. Elegido para jugar el título principal de la serie de Tara Duncan en 2010, hizo "Sortcelière"

## Singles
- 2008 - Totally Spies
- 2010 - "Sortceliere" - Tara Duncan
- 2012 - "Line Up The Stars" - con Ivyrise.
- 2013 - "S'il nous plait"
- 2013 - "Face à face"
- 2014 - "If U Don't Luv Me Now"